# Brusselse gewestverkiezingen 2004/Kandidatenlijst/PS
Dit is de kandidatenlijst van de PS voor de Brusselse gewestverkiezingen van 2004. De verkozenen staan vetgedrukt.

## Effectieven
1. Charles Picqué
2. Françoise Dupuis
3. Eric Tomas
4. Magda De Galan
5. Rudi Vervoort
6. Sfia Bouarfa
7. Mohamed Daif
8. Michèle Carthé
9. Willy Decourty
10. Isabelle Emmery
11. Mahfoudh Romdhani
12. Véronique Jamoulle
13. Mohamed Azzouzi
14. Amina Derbaki Sbaï
15. Michel Moock
16. Carine Vyghen
17. Emir Kir
18. Judith Kronfeld-Brandstätter
19. Rachid Madrane
20. Pascale Scheers
21. Marc-Jean Ghyssels
22. Joëlle Burgers
23. Marc Ghilbert
24. Anne Broche
25. Michel Luzolo Lua Nzambi
26. Catherine François
27. Christophe Soil
28. Agnès Degouy
29. Ahmed El Ktibi
30. Ghezala Cherifi
31. Eddy Meert
32. Chantal De Saeger
33. Moustapha Budchich
34. Joanne Boulvin
35. Emin Ozkara
36. Dorah Ilunga Kabulu
37. Mohamed Lahlali
38. Louise Delhaye
39. Jamal Ikazban
40. Carmen Castellano
41. Christian Van der Linden
42. Hinde Kaddouri
43. Albert Van Brussel
44. Nadia El Yousfi
45. Gaëtan Fostier
46. Victoria Videgain Santiago
47. Guy Wilmart
48. Despina Euthimiou
49. Abdallah Boustani
50. Anne Lepere
51. David Herbits
52. Françoise Cambie
53. Yves Van de Vloet
54. Pascale Thibaut
55. Ahmed Machichi
56. Anne De Buyst
57. Daniel De Metser
58. Martine Vitoria Garcia
59. Florimond Mayeur Mayele
60. Fatiha Saidi
61. Paul Vanderbeke
62. Béatrice Baugniet
63. Michel Duponcelle
64. Antonia Nieto-Avaro
65. Ahmed Bouda
66. Martine Barbe
67. Carl De Moncharline
68. Jacqueline Berger
69. Bea Diallo
70. Fadila Laanan
71. Karine Lalieux
72. Freddy Thielemans

## Opvolgers
1. Alain Leduc
2. Anne Mouzon
3. Mohammadi Chahid
4. Joseph Parmentier
5. Julie Fiszman
6. Olivia P'tito
7. Jacques De Coster
8. Anne Swaelens
9. Michel Pasteel
10. Caroline Désir
11. Abdelhamid Ghanoui
12. Nathalie Niels
13. Carlo Luyckx
14. Khadija El Hajjaji
15. Martine Feron
16. Alain Hutchinson